# Paris-La Flèche
Paris-La Flèche est une ancienne course cycliste française, organisée de 1909 à 1922 entre la capitale et la ville de La Flèche dans le département de la Sarthe en région Pays de la Loire. 

## Palmarès
| Année | Vainqueur         | Deuxième         | Troisième         |
| ----- | ----------------- | ---------------- | ----------------- |
| 1909  | Émile Georget     | Omer Beaugendre  | Henri Lignon      |
| 1920  | Georges Detreille | Achille Souchard | Jean Hillarion    |
| 1921  | Raoul Petouille   | Marcel Godard    | Georges Detreille |
| 1922  | Jean Hillarion    | Henri Reymond    | Georges Gatier    |